# Percy Bysshe Shelley
Percy Bysshe Shelley (/ˈpɜːrsi ˈbɪʃ ˈʃɛli/;, 4 tháng 8 năm 1792 – 8 tháng 7 năm 1822) – nhà thơ, nhà triết học Anh, một trong những nhà thơ lớn nhất của thế kỷ XIX.

## Tiểu sử

Hỏa táng Percy Bysshe Shelley bên bờ biển

Percy Bysshe Shelley xuất thân trong một gia đình quý tộc lâu đời. Năm 12 tuổi vào học trường College đã được bạn bè gọi là "Shelley điên rồ" vì say mê đọc Lucretius và tuyên bố rằng không hề có Chúa Trời. Thời gian này Shelley còn say mê đọc các tác phẩm triết học của Voltaire, Francis Bacon. Năm 1810 vào học Đại học Oxford, in những bài thơ về chính trị và tiểu luận triết học The Necessity of Atheism (Cần chủ nghĩa vô thần), chứng minh rằng không thể có sự hòa nhập giữa tôn giáo và trí tuệ nên bị đuổi học. Từ đây bắt đầu một thời kỳ xa lánh gia đình và đi phiêu lãng. Một thời gian Shelley nghiên cứu kinh tế chính trị và các tác phẩm của William Godwin. Vì lòng thương hại, Shelley cưới Harriet Westbrook, con gái của một chủ quán làm vợ và hai người đi sang Edinburgh làm lễ cưới. Cuộc hôn nhân này không mang lại cho Shelley hạnh phúc mà chỉ làm cho gia đình càng xa lánh Shelley nhiều hơn.
Năm 1812 Shelley đi sang Ireland để tham gia phong trào giải phóng dân tộc, đòi độc lập cho Ireland, Nhà thơ đứng về phía những người giải phóng, viết tác phẩm Queen Mab (Hoàng hậu Mab, 1813) mà Lord Byron gọi là tác phẩm hay nhất của Shelley. Sử dụng những hình tượng của Shakespeare, Shelley vẽ một bức tranh tưởng tượng trong mơ của một cô gái lạc vào lâu đài của hoàng hậu Mab, được hoàng hậu kể cho nghe những bất công ở trần gian và phần cuối là một tương lai tươi sáng, nơi con người sống tự do, không còn bị áp bức.
Năm 1814 Shelley cưới vợ lần thứ hai. Người này là Mary Wollstonecraft Godwin, thường gọi là Mary Shelley, con gái của William Godwin, cũng là một nữ nhà văn nổi tiếng. Năm 1818 gia đình chuyển sang sống ở Ý, xứ sở mà các nhà thơ lãng mạn vẫn coi là ngọn nguồn của cảm hứng thi ca. Chính thời kỳ này Shelley viết được nhiều tác phẩm có giá trị nhất như: The Cenci; Ode to the West Wind; The Masque of Anarchy; Julian and Maddalo; Prometheus Unbound; Hellas…
Cuối năm 1822, gia đình Shelley cùng gia đình một người bạn sống ở biệt thự Casa Nova bên bờ biển. Mặc dù không biết bơi và không hiểu gì về môn thể thao đua thuyền nhưng Shelley vẫn sắm cho mình chiếc thuyền buồm có tên "Ariel". Trong một lần đến gặp Lord Byron ở Pisa, trên đường trở về "Ariel" bị chìm do gặp bão. Mấy ngày sau người ta tìm thấy xác của Shelley, đem hỏa táng ngay trên bờ biển rồi gửi về nghĩa trang Tin lành ở Roma. Con tim của Shelley được Mary Shelley mang theo mình cho đến hết đời.
Sáng tạo của Shelley, không được người đương thời đánh giá đúng mức, có ảnh hưởng lớn đến thơ ca Anh và Thế giới. Cuộc đời ngắn ngủi nhưng lãng mạn của Shelley là đề tài của nhiều huyền thoại và truyền thuyết nổi tiếng.

## Tác phẩm
- (1810) Zastrozzi and St Irvyne

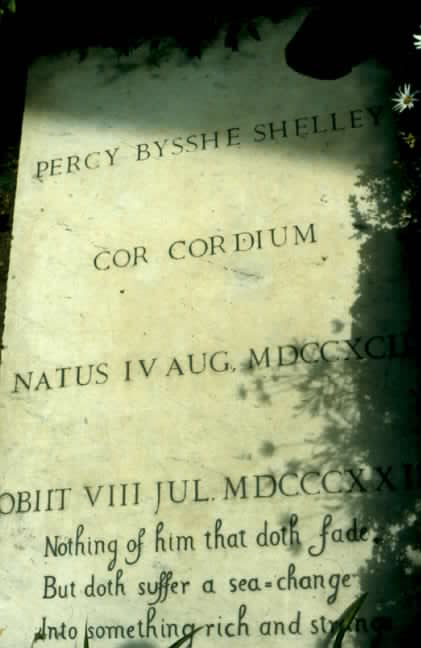
Mộ Shelley ở Rome

- (1811) The Necessity of Atheism (Cần chủ nghĩa vô thần) tập thơ, tiểu luận
- (1813) Queen Mab (Hoàng hậu Mab) trường ca
- (1815) Alastor, or The Spirit of Solitude
- (1816) Mont Blanc
- (1817) Hymn to Intellectual Beauty
- (1817) The Revolt of Islam
- (1818) Ozymandias
- (1818) Plato, The Banquet (or Symposium) dịch "Bữa tiệc" của Plato sang tiếng Anh
- (1819) The Cenci
- (1819) Ode to the West Wind
- (1819) The Masque of Anarchy
- (1819) Men of England
- (1819) England in 1819
- (1819) The Witch of Atlas
- (1819) A Philosophical View of Reform
- (1819) Julian and Maddalo
- (1820) Prometheus Unbound
- (1820) To a Skylark
- (1821) Adonais
- (1821) Hellas
- (1821) A Defence of Poetry (in lần đầu năm 1840)
- (1822) The Triumph of Life (viết dở, in sau khi chết)